# Josef Søndergaard
Josef Christian Søndergaard (8. april 1906 i Esbøl, Sønder Vium – 5. februar 1946 på Frederiksberg) var en dansk reklametegner, medstifter og leder af modstandsgruppen Holger Danske I, der var den første af fire generationer af Holger Danske.
Han var søn af lærer Nikolaj Frederik Søndergaard (1877-1967) og lærer Hansine Annine Hansen (1882-1966). Ved den finsk-sovjetiske vinterkrigs udbrud meldte han sig som frivillig i Finland, men returnerede til Danmark umiddelbart inden besættelsen uden at have deltaget i krigshandlinger. Han meldte sig ind i den nyetablerede forening af finlandsfrivillige, som senere fik navnet Nationalt Værn.
Søndergaard nedsatte sig 1941 sammen med Carl Munck som radioforhandler i Stjerne-Radio i Istedgade, og i butikkens baglokale blev der fra efteråret 1942 trykt det illegale blad De Frie Danske. I foråret 1943 blev gruppen aktiv i sabotagearbejde. Søndergaard fik dæknavnet Tom. Han ønskede imidlertid en større aktivitet i det illegale arbejde og så gerne "norske tilstande" i Danmark. Denne holdning medførte, at han og en del af gruppen foretog våbenkup og fik etableret en kontakt til sabotagegruppen BOPA. Knud Børge "Sprængsmith" Jensen gav her gruppen instruktion og sprængstoffer. Gruppens første sabotage fandt sted 12. maj 1943, og i de næste måneder gennemførte gruppen 18 små og middelstore sabotager. BOPA's ledelsesform tiltalte imidlertid ikke Søndergaard, hvis gruppe ville være selvstændig. Derfor ophørte samarbejdet i juli måned. Snart efter fik Søndergaard via Jens Lillelund kontakt med den engelske faldskærmsorganisation SOE, og Søndergaard-gruppen blev organiseret under SOE under navnet Holger Danske. Søndergaard sad arresteret i Vestre Fængsel nogle få dage i sommeren 1943, men blev hurtigt befriet af nogle gruppekammerater ved en dristig aktion.
Holger Danske foretog 24. august 1943 sprængningen af Forum i København, hvor Søndergaard blev såret, idet han blev ramt af glasskår og murbrokker. Han måtte flygte til Sverige, hvor han var interneret i Långmurafængslet og blev løsladt efter seks uger. Søndergaard henvendte sig til Ebbe Munck i Stockholm i et forsøg på at komme til England og blive uddannet som faldskærmsagent. Det mislykkedes, og han begyndte at sejle og organisere ruter over Kattegat. Hans Göteborg-Anholt-Jylland-rute smuglede flygtninge, post og våben. Nu havde Jens Lillelund overtaget Holger Danske og dannet en ny gruppe.
Søndergaard døde kun 39 år gammel i 1946 og er begravet på Vestre Kirkegård.
Josef Søndergaard er tegnet posthumt af Jørn Glob ca. 1952 (Frederiksborgmuseet).